# Leah Andreone
Pour les articles homonymes, voir Andreone.
Leah Andreone est une chanteuse et musicienne américaine, née le 24 mai 1972 à San Diego, en Californie.
Elle est principalement connue pour son single It's Alright, It's OK, issu de son premier album Veiled, sorti en 1996.

## Biographie
Leah Andreone sort son premier album, Veiled, en 1996. Trois singles en sont extraits, dont It's Alright, It's OK, qui obtient un certain succès, atteignant notamment la 30e place des charts français en janvier 1997 et la 57e du Billboard Hot 100 aux États-Unis en mars 1997.

## Discographie

### Albums
- Veiled (1996) - RCA Records
- Alchemy (1998) - RCA Records
- Avalanche (2009) - Andreone Music

### EP
- Unlabeled: The Demos (2006)

### Singles
- You Make Me Remember (1996) - RCA
- It's Alright, It's OK (1996) - RCA / BMG
- Who Are They to Say (1997) - RCA / BMG
- Sunny Day (1998) - RCA